# Nordeste (região de Belo Horizonte)
Nordeste é uma região administrativa (regional) de Belo Horizonte. Possui 274.060 habitantes, sendo 47,4% homens e 52,6% mulheres. A extensão territorial da região é de 39,59 km², caracterizando uma densidade demográfica de 6.922,28 hab./km².Possui uma grande discrepância, já que na parte mais à sudoeste a região possui alto grau de desenvolvimento, já que na periferia a situação é bem diferente.

## Economia
Na região Nordeste localiza-se um dos maiores pólos comerciais de Belo Horizonte, formado pelos locais comerciais Minas Shopping, Center Minas (primeiro Power shopping de Belo Horizonte, com megalojas como Leroy Merlin e Supermercados BH), Minascasa (shopping street), shopping Conviva Minas, que inclui uma loja do antigo Hipermercados Extra, Localiza Rent Car e por hotéis como Ouro Minas Palace Hotel, único hotel cinco estrelas do estado de Minas Gerais.

## Lista de bairros
A região Nordeste de Belo Horizonte possui um total de 70 bairros:
- Acaiaca
- Andiroba
- Antônio Ribeiro de Abreu Primeira Seção
- Antônio Ribeiro de Abreu Segunda Seção
- Antônio Ribeiro de Abreu Terceira Seção
- Beija Flor
- Beira-Linha
- Bela Vitória
- Belmonte
- Boa Esperança
- Cachoeirinha
- Canadá
- Capitão Eduardo
- Carioca
- Cidade Nova
- Concórdia
- Conjunto Capitão Eduardo
- Conjunto Paulo VI
- Conjunto Ribeiro de Abreu
- Dom Silvério
- Eymard
- Fernão Dias
- Goiânia
- Graça
- Grotinha
- Guanabara
- Ipê
- Ipiranga
- Jardim Vitória
- Maria Goretti
- Maria Virgínia
- Mirtes
- Morro dos Macacos
- Nazaré
- Nossa Senhora da Penha
- Nova Floresta
- Ouro Minas
- Palmares
- Paulo VI
- Pousada São João Batista
- Pirajá
- Pousada Santo Antônio
- Renascença
- Ribeiro de Abreu
- Santa Cruz
- São Benedito
- São Gabriel
- São Marcos
- São Paulo
- São Sebastião
- Silveira
- Vila Tiradentes
- Três Marias
- União
- Universitário
- Vila da Luz
- Vila da Paz
- Vila de Sé
- Vila do Pombal
- Vila Esplanada
- Vila Enestan
- Vila Ipiranga
- Vila Maria
- Vila Nova Cachoeirinha Terceira Seção
- Vila Ouro Minas
- Vila Ozanan
- Vila São Gabriel
- Vila São Paulo
- Vista do Sol
- Vitória